# Chris Vos
Chris Vos, né le 25 février 1988, est un snowboardeur néerlandais.

## Palmarès

### Jeux paralympiques d'hiver
- Jeux paralympiques d'hiver de 2022
  -  Médaille d'argent en Banked Slalom

- Jeux paralympiques d'hiver de 2018
  -  Médaille d'argent en Snowboard Cross
- Mondiaux de Snowboard Para
  -  Médaille d'or en Snowboard Cross en 2015 et 2017
  -   Médaille d'or en Banked Slalom en 2015 et 2017
  -  Médaille d'argent en Snowboard Cross en 2019
  -  Médaille de bronze en Banked Slalom en 2019[1]